# Elatostema nemorosum
Elatostema nemorosum är en nässelväxtart som beskrevs av Berthold Carl Seemann. Elatostema nemorosum ingår i släktet Elatostema och familjen nässelväxter. Inga underarter finns listade i Catalogue of Life.